# Betty Apiafi
Betty Apiafi hay tên đầy đủ là Jocelyne Betty Okagua Apiafi (sinh ngày 19 tháng 2 năm 1962) là tên của một nhà kinh tế học người Nigeria, bà còn là giám đốc ngân hàng (đã về hưu), giáo viên và là chính trị gia. Trong cuộc tổng tuyển cử vài năm 2007 của Nigeria, bà được bầu vào hạ viện với tư cách là hạ nghị sĩ đại diện cho khu vực Abua-Odual của phía đông Ahoada, bang River. Rồi sau đó vào năm 2011 và năm 2015, bà lại tái đắc cử. Đảng chính trị của bà là đảng Dân chủ (tên tiếng Anh: People's Democratic Party)

## Học vấn
Bà học tại người đại học Port Harcourt, ở Port Hacourt, bang River và tốt nghiệp với bằng cử nhân kinh tế học. Ngoài ra, bà còn học tại trường đại học khoa học và công nghệ bang River, cũng ở tại Port Hacourt, bang River.

## Sự nghiệp
Hiện tại, bà là hạ nghị sĩ liên bang từ tháng 5 năm 2007 đến tháng 5 năm 2019 do bà tái đắc cử liên tục 3 lần, mỗi nhiệm kì kéo dài 4 năm.
Vào tháng 6 năm 2015, bà là chủ tịch của ủy ban sức khỏe, khi hết nhiệm kì trong hạ viện thì bà cũng không còn là chủ tịch. Bên cạnh đó, bà còn là phó chủ tịch của ủy ban vấn đề về người Do Thái thành viên của ủy ban ngân hàng và tiền tệ, ủy ban vấn đề phụ nữ và phát triển xã hội ở nhiệm kì trước.